# منتخب الأرجنتين لاتحاد الرغبي للسيدات
منتخب الأرجنتين الوطني لاتحاد الرغبي للسيدات، هو ممثل الأرجنتين الرسمي في المنافسات الدولية في سباعيات الرغبي للسيدات.

## وصلات خارجية
- الموقع الرسمي